# Episodi di Generator Rex
Questa è una lista degli episodi del cartone animato statunitense Generator Rex.
Nel 2012 è stato trasmesso lo speciale Ben 10/Generator Rex: Heroes United corrispondente alla 3ª e 4ª puntata della terza stagione di Generator Rex. L'episodio in due parti è un crossover tra due serie tv di Cartoon Network: Ben 10 e Generator Rex.

## Lista episodi

### Stagione 1 (2010)
| nº | Titolo italiano                   |
| -- | --------------------------------- |
| 1  | Il giorno in cui tutto cambiò     |
| 2  | Gli ordini non sono sempre ordini |
| 3  | Vacanze al mare                   |
| 4  | Nella morsa del ragno             |
| 5  | La città invisibile               |
| 6  | La morsa del ghiaccio             |
| 7  | Il leader di Abissus              |
| 8  | Hunter Cain                       |
| 9  | Casa di bambole                   |
| 10 | Il segreto della giungla          |
| 11 | Nido di vespe                     |
| 12 | Il ballo di fine anno             |
| 13 | Vecchi amici                      |
| 14 | Pericolo in orbita                |
| 15 | S.O.S da Abissus                  |
| 16 | Lo sciame                         |
| 17 | Addestramento reclute             |
| 18 | Pandemia                          |
| 19 | Festa di compleanno               |
| 20 | I pirati del deserto              |
| 21 | La rivincita                      |

### Stagione 2 (2011-2012)
| nº      | Titolo italiano        |
| ------- | ---------------------- |
| 1 (22)  | Un amico scatenato     |
| 2 (23)  | L'isola dei rifiuti    |
| 3 (24)  | Festa a sorpresa       |
| 4 (25)  | L'alleanza             |
| 5 (26)  | Bobo Robot             |
| 6 (27)  | Il numero uno          |
| 7 (28)  | Segnali misteriosi     |
| 8 (29)  | Avamposto              |
| 9 (30)  | Caccia al fantasma     |
| 10 (31) | Gli acchiappa Evo      |
| 11 (32) | La racchetta d'oro     |
| 12 (33) | Scritto nella sabbia   |
| 13 (34) | Quando scende la notte |
| 14 (35) | Bersaglio sfuggente    |
| 15 (36) | Riunione di famiglia   |
| 16 (37) | Esposti                |
| 17 (38) | Festa con sorpresa     |
| 18 (39) | Sei meno sei           |
| 19 (40) | Leoni ed agnelli       |

### Stagione 3 (2013)
| nº          | Titolo italiano                 |
| ----------- | ------------------------------- |
| 1 (41)      | La nuova Providence             |
| 2 (42)      | Velocità                        |
| 3 (43) (SP) | Heroes United (prima parte)     |
| 4 (44) (SP) | Heroes United (seconda parte)   |
| 5 (45)      | Il fantasma della Soap Opera    |
| 6 (46)      | L'enigma                        |
| 7 (47)      | Doppia visione                  |
| 8 (48)      | Testa a testa                   |
| 9 (49)      | Nero e Bianco                   |
| 10 (50)     | Zona della morte                |
| 11 (51)     | Assalto a Abissus               |
| 12 (52)     | Controllo Remoto                |
| 13 (53)     | Una breve storia del tempo      |
| 14 (54)     | Gioco di mente                  |
| 15 (55)     | Fratelli                        |
| 16 (56)     | Obbiettivo: Consorzio           |
| 17 (57)     | I miei nemici                   |
| 18 (58)     | Mondo da Rock                   |
| 19 (59)     | Fine dei giochi (prima parte)   |
| 20 (60)     | Fine dei giochi (seconda parte) |

## Il giorno in cui tutto cambiò
Rex sconfigge e cura un E.V.O. infuriato per una città. Criticando dai suoi superiori per la sua prestazione e frustrato dalla sua mancanza dì libertà, Rex scappa da Providence con Bobo e parte per un viaggio. In una città incontra un gruppo di giovani. Un giovane biondo di nome Noah arriva e gli dice che i ragazzi lo stanno solo usando. Dopo aver detto ai ragazzi che non vuole più dare loro omaggi, lo chiamo mostro e se ne vanno. Noah resta e fa subito amicizia con Rex. Quando l'Agente Sei viene a recuperarlo, il Branco, tre EVO chiamati Skalamander, Biowulf e Breach appianno e tentano di rapire Rex; durante la mischia lui, Noah e Bobo vengono lasciati attraverso un portale nell'Abiso Lì, vengono ascolti da Van Kleiss, che dimostra i suoi poteri, si presenta e li invita nella sua roccaforte, un castello in rovina che era il lungo dell'originale evento di rilascio dei naniti. Van Kleiss c'era di conquistare la fiducia di Rex suggerendo che sia a conoscenza del passato di Rex, ma dopo averlo separato dai suoi amici si rivolta contro di lui e tenta di prosciugarlo dai naniti. Noah e Bobo riescono ad allontanarsi del branco abbastanza a lungo da distrarre Van Kleiss, il che permette a Rex di scappare, e i tre scappano in aereo con Van Kleiss all'inseguimento. L'Agente Sei arriva in soccorso con una task force della Providence, ma in uno scontro finale spetta a Rex sconfiggere Van Kleiss, anche se il suo corpo si rigenera in seguito. E Rex ottiene una nuova stanza che gli piace.

## Gli ordini non sono sempre ordini
Rex viene inviato in missione a Lower Manhattan, dove un essere umano infetto da E.V.O. di nome Poter Meechum, che infetta tutto ciò che tocca, sta trasformando gli umani in zombi. Rex vuole tentare una cura, ma White Knight è determinato a prevenire le diffusione dell'infezione ed è disposto a ricorrere alla distruzione della città con una Bomba nucleare. A complicare ulteriormente la questione, Peter viene ricattato da Van Kleiss (che fa rapire sua figlia da Biowulf) e rifiuta la cura Rex e l'Agente Sei devono collaborare per salvare la ragazza del Branco e la città della bomba, il tutto alle spalle di White Knight.

## Vacanze al mare
Nella speranza di riuscire finalmente a fare qualcosa di normale . Rex organizza un'altra evasione, dando a Noah e Bobo un passaggio fino alla destinazione turistica di Cabo Luna per le vacanze di primavera. Durante una partita di pallavolo, incontra si innamora di una ragazza di nome Circe, che inizialmente non vuole avere niente a che fare con lui. Un altro incontro casuale più tardi porta Rex a scoprire di essere un E.V.O. dotato di poteri sonori ultrasonici che sta cercando di guadagnarsi il diritto di unirsi al Branco sconfiggendo un E.V.O. mostro marino. Mentre l'Agente Sei, Bobo e Noah tentano di tenere a bada Biowulf e Breach, Rex aiuta Circe a sconfiggere il mostro marino EVO, e poi la invita a unirsi a lui a Providence, ma lei gli dice che il Branco è l'unico posto in cui si sentirebbe accettato. Anche se Rex ha aiutato Circe a sconfiggere il mostro marino EVO, Van Kleiss la lascia comunque unirsi.

## Nella morsa del ragno
Mentre indagano su un misterioso bunker presso lo zoo di Providence noto come "The Hold", Rex e Noah si imbattono in un formidabile E.V.O. Dopo che White Knight ha bloccato lo zoo delle coccole, Rex e Noah devono raggiungere vivi l'uscita. Un Noah in preda in panico si lascia sfuggire che lavora per White Knight, il che scuote Rex cosi profondamente da fargli prendere l'uso dei suoi poteri. I due riescono ad arrivare all'uscita, ma mentre Noah si scusa per il suo indagano l'amicizia sembra finita. Tuttavia, dopo che il ragno ha rapito Noah dalla soglia di sicurezza i sentimenti di tradimento di Rex si placano e procede a sconfiggere l'E.V.O. e salvare Noah. L'E.V.O. si rivela essere la sorella incurabile del dottor Holiday. Rex minaccia di occuparsi di White Knight. Rex decide quindi di lasciare la Providence.

## La città invisibile
Fuggito da Providence. Rex sta viaggiando attraverso un deserto quando incontra una squadra di costruzione sotto attacco da E.V.O. simili a topi. Dopo che Rex è intervenuto per salvarli, il caposquadra Jacob lo invia in un vicino villaggio di ingegneri otticamente ammantati, che stanno lavorando per curare una comunicazione tra i naniti e gli umani, nel tentativo di raggiungere l'armonia e la pace, il tutto sotto la direzione di un misterioso uomo che chiamano "l'Architetto". L'atmosfera idilliaca e il senso di appartenenza che prova durante la cena con la famiglia di Jacob convincono Rex a restare. Si offre di aiutare gli ingegneri con l'enorme antenna al centro del villaggio, ma si insospettisce quando scopre che nessuno può entrare nell'antenna tranne l'Architetto stesso. Rex irrompe nella torre per scoprire che l'Architetto è un androide, una creazione dell'IA canaglia ZAG-RS, il computer che dovrebbe essere la base dietro il comunicatore. L'IA spiega che i naniti ne limitano il potenziale e che lo scopo reale del trasmettitore è impartire un comando di autodistruzione a tutti i naniti sulla Terra, che spazzerebbe via tutta la vita sul pianeta. Rex guida gli ingegneri in una lotta contro più copie dell'Architetto per disattivare l'antenna di ricarica riuscendoci appena in tempo. Arriva l'Agente Sei, che stava cercando Rex; ZAG-RS si ricarica altrove e Jacob e gli altri ingegneri decidono di restare nel loro villaggio e continuare a lavorare per l'umanità nonostante il tradimento dell'Architetto. Rex decide di tornare a Providence, poiché crede nel suo obiettivo nonostante la sua antipatia per White Knight, ma solo a condizione che Rex, Bobo, Sei e Holliday cenino insieme come una famiglia ogni venerdì sera.

## La morsa del ghiaccio
L'assorbimento dei naniti dagli Evo curati mette a dura prova Rex, che viene portato in una remota base di Providence nell'Artico, nome in codice "Paradiso", per estrarre e immagazzinare i naniti in eccesso. Il comandante della base Weaver è arrabbiato per la visita non programmata e il suo personale non collabora. Il dottor Holiday deve minacciarli di far curare Rex. Rex è sedato per la procedura, dopo aver fatto uno strano sogno, si sveglia e trova il personale della base privo di sensi (fosse morto), Sei, Holliday e Bobo scomparsi e i membri del branco Biowulf e Skalamamder che arrivano alla base all'esterno. Dopo averli sepolti in una valanga. Rex torna indietro per trovare Weaver, che tenta di renderlo privo di sensi. Rex scopre che Weaver ha riattivato i naniti estratti e li ha venduti a Van Kleiss. Quando Rex si è presentato inaspettatamente prima, Weaver era andata nel panico. Rex trova Sei, Holliday e Bobo rinchiusi in un magazzino quando Biowulf e Skalamamder entrano nella base. Weaver sfugge alla sua presa e chiede un passaggio sicuro, accompagnato dalla minaccia di aprire il serbatoio contenente i naniti estratti. Mentre cercava di farlo sembrare realistico, Weaver attiva accidentalmente il rilascio e si trasforma in un gigantesco E.V.O. con poteri rigenerativi. Biowulf e Skalamamder fuggono, mentre Rex e Sei combattono contro Weaver. Holliday e Bobo provano a lasciare il loro trasporto aereo prima che cada in una trincea nell'apertura del ghiaccio sotto la base che crolla. Rex cerca di curare Weaver, ma sviene per aver assorbito troppi naniti, anche se non prima di aver sperimentato ricordi più confusi e aver attinto alle frequenze di comunicazione dei naniti. Weaver viene abbattuto dall'Agente Sei e dal trasporto aereo su cui si trovano il dottor Holiday e Bobo. Si sveglia nel "Purgatorio", una base della Providence in un deserto, un supporto per la base antica, senza alcun ricordo di aver sentito i naniti. Mentre Bobo e Rex vagano sulla sabbia, la dottoressa Holliday racconta a Sei di uno strano codice nanitico (viene mostrato come codice binario sullo schermo del computer) che era apparso dopo che lei era uscita.

## Hunter Cain
Rex si sveglia in un collegio inquietante, pieno di macchini e animali di peluche, ma senza persone. È in grado di utilizzare il suo comunicatore auricolare per parlare con il dottor Holliday, che lo informa che stava combattendo contro un E.V.O. quando Breach appare dal nulla e teletrasportò Rex. La Providence ha Breach in custodia, ma mentre Sei e Bobo vengono rilevati in un deserto da qualche parte, Rex non può essere localizzato. Rex sta per lasciare la scuola quando sente ruggito; salva una ragazzina da un E.V.O. simile a un ragno, che poi cura solo per fargli trasportare da Breach. Rex trova la ragazza "inquietante" e sospetta che ci sia qualcosa che non va in lei, ma assume una faccia coraggiosa per lei. Nel frattempo, il dottor Holiday non riesce a convincere Breach a collaborare prova a lasciare sonde contro Breach verso punti casuali in tutto il mondo per proteggersi. Rex vaga per una città deserta; trova un poster di gatto scomparso che identifica la città come Greenville, Ohio. Manifesta la sua hoverbike e cerca di scappare, ma cade da un dirupo ai margini della città, scoprendo che galleggia in un vuoto grigio. Il dottor Holliday lo informa che Greenville è scomparsa due anni fa, con tutti i suoi cittadini apparsi casualmente in giro per il mondo. Si rende conto che Breach deve averlo preso e inviato in una dimensione tascabile per usarlo come casa delle bambole personale con Rex con la sua ultima bombola. Rex travolge una fila di motorini; Breach li elimina attraverso un portale. Rex si rende conto che questo infastidisce Breach, inizia a distruggere le cose, con Breach che le scarica in posti casuali in tutto il mondo. La bambina poi si rivela un E.V.O. che cambia forma, simile a una lumaca, con una disperata relazione codipendente con Breach. Combatte Rex, ma nel frattempo danneggia i beni di Breach. Alla fine, Breach inizia ad avere un esaurimento nervoso, poiché i suoi "giocattoli" erano sta l'unica cosa a mantenerla stabile. Durante il suo esaurimento, apre un portale per la Providenza. Anche se la lumaca E.V.O. cerca di fermarlo, Rex scappa.

## Casa di bambole
Dopo che pacchetti dotati di trappole esplosive con una sostanza che attiva i naniti vengono inviati a dozzine di persone potenti il tutto il mondo, trasformandoli brevemente in E.V.O. infuriati, White Knight invia una squadra composta da Rex, l'Agente Sei, Bobo haha e il Dr Holliday in Amazzonia. per mettere in sicurezza una base abbandonata dove sono stati rintracciati i pacchi. La base è dove si pensa si nasconda uno scienziato scomparso di nome Gabriel Rylander, la squadra deve catturarlo e proteggere la sua ricerca, evitando che cada nel branco, anch'esso in viaggio. Il viaggio è movimentato e pericoloso, con la squadra che viaggia dapprima su un battello fluviale e incontra uno sciame di EVO simili a piranha, e successivamente via terra, lottando con le difese automatizzate di Rylander e i robot sentinella. Nel frattempo, il branco (che ora include un membro dell'EVO Jungle Cat in seguito alla presunta morte di Breach) è guidato attraverso la foresta da Van Kleiss, che indossa una speciale tuta che circola nel terreno per mantenere i suoi poteri. Dopo il Jungle Cat E.V.O. rompe accidentalmente la tuta durante uno scontro con i robot sentinella di Rylander. Van Kleiss prosciuga i suoi naniti, pietrificandolo. Le due spedizioni individuano la base nello stesso momento e ne segue una battaglia. Dopo l'arrivo del supporto aereo della Providence, White Knight ordina loro di abbandonare il recupero e semplicemente bombardare l'edificio per negarlo a Van Kleiss. Con il resto della squadra che combatte il branco all'esterno, Rex entra nella base e trova Rylander, che sorprendentemente riconosce Rex. Rylander un po' instabile e sconclusionato, fornisce a Rex un resoconto frammentario del suo passato prima di iniettargli una stringa contenente un unico grande nanite dall'aspetto anomalo. Van Kleiss arriva inaspettatamente e ferisce Rylander prima che possa rispondere ad altre domande urgenti di Rex. Van Kleiss e Rex combattono, ma quando Rex taglia la mano sinistra meccanica a Van Kleiss, usa i suoi poteri per prendere il sopravvento. Prima che possa finire Rex, il ferito Rylander si lancia contro Van Kleiss. I due vengono gettati nell'apertura di un recipiente del reattore.

## Il segreto della giungla
Una squadra di soldati della Providence guidati dal Capitan Calan, che trasportano un'importante barra dati vengono abbattuti sul "Bug Jar" (ex Klev, Ucraina, che stato isolato dal resto del mondo tramite una bolla di campo di forza unidirezionale). Rex, Sei e Bobo vengono chiamati a recuperare la verga e gli eventuali sopravvissuti dell'equipaggio. Il dottor Holliday affida Rex il compito segreto di raccogliere campioni, a condizione di un appuntamento a cena con Rex. Rex è in grado di proteggere la barra dati dopo essere entrato nella zona, ma le cose vanno male quando gli E.V.O. attaccano il trio e rimangono bloccati all'interno del Bug Jar. Gli E.V.O. sono guidati da un E.V.O. senza volto e con quattro braccia, chiamato NoFace. Rex e gli altri scappano da NoFace e si incontrano con due membri della squadra di Calan, che non sono molto contenti della natura spensierata di Rex riguardo al recupero della barra dati. Conducono Rex e Sei in un lungo dove NoFace sta costringendo Calan e un altro membro della squadra a riparare la nave abbattuta, usando una forma di telepatia per comunicare con gli altri E.V.O. Dopo una lotta, Rex e gli altri entrano in contatto con Holliday, che dice loro di dirigersi verso un hotel per l'estrazione. Mentre il gruppo attende l'arrivo degli aiuti, NoFace guida un'altra carica contro Rex e la squadra come un modo per sfuggire al Bug Jar. Tuttavia, Rex riesce a utilizzare il raccoglitore di campioni di Holliday per disabilitare NoFace e scappare con la squadra in soccorso, lasciando la creatura senza volto e la sua covata ancora intrappolati. Di ritorno al quartier generale di Providence, Rex finge di aver preso la barra dei dati per spuntare White Knight, guadagnarsi il riconoscimento dall'equipaggio che ha salvato quando permette loro di prendersi il merito del suo recupero. Holliday è felice di vedere Rex e gli altri salvi, anche se non è riuscito a raccogliere di campioni per lei. Dice che per lei significava tutto, tranne un appuntamento.

## Nido di vespe
Rex è perseguitato da un coniglio carnivoro E.V.O. che ha insultato. Sorprendentemente, ogni volta che si incontrano, Rex subisce un'umiliante sconfitta resa ancora peggiore quando Noah convince Rex a essere il suo gregario per la notte del ballo di fine anno. La ragazza con cui Noah ha fatto incontrare Rex si chiama Annie ed è quasi soprannaturalmente goffa, avendo la cattiva abitudine di mandare i suoi accompagnatori in ospedale o peggio. Noah ha messo Rex e Annie perché è l'unico che potrebbe sopravvivere alla notte con lei. Incredibilmente, la goffaggine di Annie si rivela una risorsa quando Rex la usa per far esplodere l'E.V.O. del coniglio con un missile cercatore di calore. Dopo il ballo di fine anno, le ragazze concordano che questo è il miglior appuntamento che abbia mai dovuto, ma Rex afferma che nonostante Annie sia gentile e carica, non uscirà mai più con lei.

## Il ballo di fine anno
Mentre era a Hong Kong con l'Agente Sei, per dare un giro di vite a tre agenti E.V.O. criminali, Rex scopre che un membro della banda di nome Tuck conosceva Rex, nonostante Rex non fosse in grado di ricordarlo. White Knight conclude che c'è qualcuno dietro le rapine e ordina all'Agente Sei di far infiltrare Rex nel gruppo dei tre criminali. Tuck conduce Rex dagli amici di Tuck Sqwydd e Cricket. Rex non riesce a ricordare di essere stato un membro della loro banda a causa dei blackout della memoria di cui Tuck ha detto di soffrire frequentemente. Rex scopre anche che sono costretti a lavorare per una società E.V.O. signore del crimine di nome Quarry. Quando Rex finalmente affronta Quarry scopre che è stato lui a consegnare Tuck e gli altri a Quarry, il quale rivela le informazioni su un diario tenuto su un PDA. Questo fa sì che gli altri accendano Rex. Rex affetto da un senso di colpa, va a chiudere l'anello di suo E.V.O. costringendo gli altri ad accendersi contro Quarry dopo aver visto Rex difenderli e distruggere il PDA quando Quarry lo ha corrotto. Quarry e il suo E.V.O. i servi vengono arrestati dalla Providence. Rex dice a White Knight che Quarry era stato arrestato mentre Tuck, Sqwydd e Cricket erano scappati. Rex dice a Tuck, Sqwydd e Cricket che la Providence non li inseguirà finché non danno una buona ragione e se ne va con una buona nota. Di ritorno a Providence, Rex informa Holliday e Sei dei suoi blackout. L'Agente Se dà a Rex un diario e una penna affinché Rex possa registrare tutto ciò che ricorda per aiutare a far fronte a futuri blackout, mentre il dottor Holliday teorizza che i blackout siano innescati da traumi estremi.

## Vecchi amici
Durante un lavoro di routine in un quartiere di una piccola città, una pulce E.V.O. che Rex nel mezzo della cura viene distrutto da Hunter Cain, un vigilante in stile Punitore che usa un'arma avanzata conosciuta come "Sweet Caroline" che provoca l'autodistruzione dei Naniti presi di mira. Hunter sostiene la Providence ha mentito al pubblico per anni e che l'E.V.O. La crisi non è causata dai naniti in ogni forma in vita sul pianeta, ma in realtà da una malattia che si diffonde da persona a persona. Sei è in grado di impedire che scappi uno scontro tra Rex e Hunter e quando tornano a Providence, viene spiegata la storia di Hunter. È impazzito diversi mesi fa quando sua moglie è diventata E.V.O. e chi è quello a cui ha praticato l'eutanasia per primo. Sei cita Hunter come una minaccia a causa della sua mobilitazione del pubblico contro la Providence. Nel frattempo Rex ha preso la voglia di combattere gli EVO dopo un incidente in cui è stato attaccato da civili e ne ha ferito uno per errore. Nel frattempo un gran numero di fantasmi come gli E.V.O. si scatenano al molo e sono immuni alle armi convenzionali. Hunter e il suo esercito privato arrivano sulla scena con le loro armi antinanite specializzate e sono in grado di combattere un gran numero di fantasmi. Rex, avendo finalmente riacquistato la sua fiducia nell'umanità arriva per combattere gli EVO fantasma e viene attaccato da Hunter. Mentre i due sono soli, Hunter rivela di aver speso una fortuna per clonare un fantasma solitario E.V.O. creare il piccolo esercito per dimostrare l'inefficacia della Providence (non sapendo che una troupe giornalista lo aveva catturato mentre ammetteva il crimine). Dopo una dura battaglia, Rex lega Hunter e lo lascia per Providence e, con l'aiuto dell'esercito non così fedele di Hunter, Rex è in grado di uccidere gli E.V.O. fantasma. L'episodio si conclude con dozzine di interviste su come Rex ha salvato vite umane, riparando almeno parzialmente la sua reputazione e rafforzando la sua ritrovata fiducia nell'umanità, ma sa che un'altra persona come Hunter prenderà il suo posto.

## Pericolo in orbita
La dottoressa Holliday e un piccolo gruppo di scienziati di Providence sono a bordo di una stazione satellitare che lavorano su una forma modificata di naniti che disattivano i naniti normali. Il test è un successo finché ZAG-RS, il sistema di intelligenza artificiale canaglia del villaggio degli ingegneri di The Architect, entra nel satellite per rubare la ricerca sui naniti disattivata. Holliday riesce a spegnere i sistemi dei satelliti, impedendo così il download e intrappolando ZAG-RS, ma fa sì che il satellite entri in decadimento orbitale. Rex arriva per aiutare a usare l'ascensore spaziale, ma il danno arrecato all'ascensore lo distrugge. Con l'assistenza di un drone chiamato Salvator, Rex è in grado di stabilizzare la stazione con una capsula di salvataggio con Rex, l'equipaggio sopravvissuto e i naniti a bordo. Tuttavia, alla fine viene rivelato che ZAG-RS si è scaricata su Salvator per evitare l'effetto dell'arresto e ora intende lasciare tutti gli altri sul satellite mentre lei scappa sulla terra a Salvator con i naniti e la ricerca. Tuttavia, Rex e il dottor Holiday riescono a sconfiggere ZAG-RS sia destabilizzando la stazione sia sacrificando i naniti. L'episodio termina con un membro dell'equipaggio, il dottor Holliday, e Rex in una capsula di salvataggio in mezzo all'oceano in attesa di essere prelevato.

## S.O.S da Abissus
Mentre fa una corsa di taco di mezzanotte con Bobo, Rex riceve una chiamata da Circe che afferma che c'è un problema ad Abysus. L'Agente Sei e il Dottor Holliday arrivano con Rex quando viene rilevato un'anomalia. Nel frattempo, Bobo conduce missioni che distraggono White Knight, tra cui una cena, un film e un po' di tempo in spiaggia. La dottoressa Holliday scopre che la sostanza appiccicosa galleggiante è in realtà naniti che sono diventati instabili e si stanno moltiplicando. Quando un gigantesco E.V.O. attacca appaiono anche Circe, Biowulf e Skalamamder e Sei pensa che sia una trappola, ma finiscono per combattere l'EVO con un braccio solo, che si dissolve. Biowulf interrompe Circe prima che possa rivelare cosa fosse successo. Al castello di Van Kleiss, Biowulf spiega le informazioni che ruotano attorno a casa accadrebbe se accadesse qualcosa a Van Kleiss. Tirano fuori una pergamena da una macchina che afferma che Rex è la chiave per riparare Abysus. Rex accetta di far funzionare la macchina per aiutare a fermare le diffusione dei naniti instabili. Ciò sembra essere un complotto per far rivivere Van Kleiss e pare che la sua forza sia l'unica cosa che può tenere insieme Abysus. Quando Rex lo scopre, ferma la macchina a metà ciclo, provocando la dissoluzione del Van Kleiss formato a metà. Rex si rifiuta di attivare la macchina, quindi cerca di curare i naniti, ma è sovraccarico di naniti. La dottoressa Holliday suggerisce a Rex di parlare con i naniti e, nel frattempo, i naniti rispondono. Tuttavia, invece di ritirarsi, i naniti si contraggono, facendo crollare il castello, mettendo così in pericolo Sei, Holliday, Circe, Biowulf e Skalamamder. Rimasto senza scelta, Rex ripara la macchina, la attiva e, pur notando qualcosa di diverso, fa rivivere Van Kleiss. Una volta rianimato, Van Kleiss, ritira i naniti in sé stesso, ingrandendosi nel processo, salva Biowulf e Skalamamder, ma si rifiuta di salvare i cari di Rex (inclusa Circe), a meno che Rex non si unisca a Van Kleiss. Rimasto senza scelta, Rex è d'accordo e Van Kleiss ristabilisce Alysus, salvando Sei, Holliday e Circe.

## Lo sciame
Rex affronta un gruppo di locuste mutanti che si nutrono di metallo, lasciando dietro di sé un percorso di distruzione. Tuttavia, sconfiggerli non è un compito facile. Quando vengono attaccate, lo locuste continuano a dividersi attraverso la fissione binaria. Mentre le locuste infuriano verso la Cina (che detiene la più grande concentrazione di metalli della Terra, Pechino), la Providence fa di tutto per fermare la loro avanzata. La dottoressa Holliday entra in disaccordo con White Knight, Sei e Rex mentre protesta fortemente contro la loro politica "prima attacca, poi fai domande". Alla fine, la squadra è costretta a consultare per chiedere aiuto quando numero crescente di locuste distrugge la Grande Muraglia dove la Providence aveva perso posizione. Alla fine, la dottoressa Holliday sintetizza una versione concentrata di un'etichetta di feromoni usata delle locuste per contrassegnare la preda, che ha mandato a Rex a raccogliere. Mentre cerca di raccogliere il feromone, Rex finisce quasi per morire. Tuttavia, il nanite che il dottor Rylander ha iniettato in Rex gli ha salvato la vita, e l'unico campione rimasto era nelle sue mutande (che avevano delle motociclette rosse sopra). Dopo che tutti si sono fatti una bella risata (il Dottor Holliday ha dato a Rex le sue mutande davanti a tutti). La Providence lo spruzza sulle locuste, facendole impazzire e attaccandosi (e divorando) a vicenda. Alla fine, Bobo, come vendetta per Rex che ha distrutto più locuste di lui, rende pubblico che 'L'arma segreta di Providence, la biancheria intima, salva la giornata". Rex lascia arrabbiato la sala riunioni della Providence mentre la storia va in TV, mentre gli altri agenti della Providence continuano a ridere a sue spese.

## Addestramento reclute
Rex decide di partecipare al Providence Boot Camp" nel tentativo di battere Noah. Una volta che i ragazzi arrivano al campo, devono sezionare gli E.V.O., fare addominali finché non vomitano (letteralmente) e persino lavarsi i denti in un modo specifico. Quando Rex e Noah falliscono un test di atterraggio di fortuna e gli viene ordinato di farlo ancora e ancora finché non lo fanno correttamente, si rendono conto che potrebbe non essere così facile come pensavano. Le cose prendono una brutta piega quando un cadetto, Kenwyn, che è arrabbiato con Rex per aver perso il suo grado dal numero 1, spegne il collare di limitazione del potere posto sugli agenti dell'E.V.O. in addestramento che devono combattere. Per fortuna, il Generale manda lei invece di Rex, poiché Rex ha combattuto all'inizio dell'episodio. Tutti gli E.V.O., incluso Weaver, si scatenano e provocando il caos finché Kenwyn non lavora con Noah e un extra molto utile per distrarre gli E.V.O. in modo che Rex possa batterli. Questi quattro si diplomano all'addestramento di base e Noah e Rex vengono visti camminare lungo i gradini di pietra, scommettendo soldi su chi arriverà per primo in fondo. 

## Pandemia
Un potente virus ha gettato tutto il Nord America in un sonno profondo. Sebbene gli E.V.O. siano immuni, in qualche modo Bobo è stato colpito, lasciando Rex l'unico agente inviato dal Cavaliere Bianco per affrontare lo scoppio delle emergenze. Sebbene sia una soluzione temporanea, il dottor Holliday riesce a utilizzare la stimolazione neutrale elettrica per rimanere sveglio abbastanza a lungo da costruire un dispositivo di localizzazione progettato per localizzare la fonte delle peste prima di soccombere finalmente al sonno. Rimasto senza altra scelta, White Knight usa una tuta protettiva armata per aiutare Rex al localizzare la fonte del virus, un E.V.O. soprannominato "Paziente Zero". Dopo che Rex non è riuscito a curare il Paziente Zero, White Knight e Rex litigano sul modo migliore per gestire l'E.V.O. Durante il combattimento, White Knight rivela di essere completamente privo di naniti. Nel caso l'E.V.O. manifesta un'incarnazione vivente del virus, costringendo Rex a entrare nell'E.V.O. per curarlo. Nonostante la sua causa sia stata violata, Rex riesce a riportare White Knight a Providence in tempo per lasciarlo libero dai naniti. Successivamente, viene rivelato che Bobo non è stato effettivamente colpito dal virus, ma ha invece smaltito i pesanti postumi di una sbornia che si è procurato in una festa organizzata la notte dell'epidemia.

## Festa di compleanno
È il compleanno di Rex (più precisamente l'anniversario di quando è entrato a far parte della Providence per la prima volta) e Sei ha dei flashback su come Rex è entrato a far parte della Providence per la prima volta. Ai tempi in cui si stava formando la Providence, gli E.V.O. catturati venivano trattenuti solo fino a quando non venivano smontati a livello molecolare per lo studio. Tuttavia, il dottor Holliday, all'epoca assistente, ritiene che lo studio di come i naniti causino mutazioni potrebbe un giorno consentire un'opzione diversa dall'uccisione o dal contenimento: curare. Un giorno Sei e il suo partner White Knight furono chiamati in Messico per affrontare un furioso agente biomeccanico solo per l'E.V.O. crollare dopo essere stato abbastanza malconcio e rivelato essere il quattordicenne Rex, Rex cura un secondo E.V.O. proprio davanti agli occhi di Sei e lo riporta dal dottor Holliday per farlo studiare. Nonostante Rex sia tutto per lei, molti dei suoi sogni più sfrenati riuniti in uno solo, Sei insiste affinché lo tengano nascosto per ora. Tuttavia, White Knight trova Rex e porta a capo dell'E.V.O. Studia dottor Fell, nella speranza che smontarlo riveli come funzionano i suoi poteri curativi e come curare l'intero pianeta in un colpo solo. Tuttavia, Sei ritiene che sia un rischio troppo grande sacrificare ciò che sa che funzionerà. Con l'assistenza di Bobo un E.V.O. che teneva in ostaggio il Cremlino per il caviale prima della sua cattura, il dottor Holliday riesce a salvare Rex. Tuttavia la lotta tra White Knight e Sei aveva causato l'E.V.O. macchina di smontaggio per sovraccaricare e distruggere tutti i naniti nel corpo di White Knight, ma Rex è in grado di salvare la vita di White Knight spegnendo la macchina con i suoi poteri, sbiancando la pelle e i capelli di White Knight. Le capacità curative di Rex hanno dato alla Providence i finanziamenti tanto necessari e White Knight viene nominato capo della Providence per il suo numero zero di naniti. Nel presente, Sei regala a Rex un tantō con inciso il simbolo di lealtà per il suo compleanno e afferma di avere il suo gemello (che gli è stato regalato per il suo compleanno il giorno in cui ha trovato Rex).

## I pirati del deserto
Un grande convoglio della Providence comandato da Sei sta trasportando una cassa di naniti instabili attraverso un deserto. A Rex, Bobo e Noah viene assegnato l'umiliante compito di trasportare la carta igienica della polizia su un camion scassato; Rex è anche infastidito dal fatto di non poter guidare. Dopo il suo tentativo di rianimare la radio del camion che gli si ritorce contro e riempie la cabina di fumo, i tre si smarriscono lungo una strada laterale. Nel frattempo, il convoglio cade in un'imboscata da parte di una banda criminale di autodichiarati anarchici, guidata dallo squilibrato cyborg Gatiocke. La banda dirotta con successo il vettore di naniti, solo per scoprire che si tratta di un'esca, il suo vero carico è la carta igienica; la valigetta dei naniti era stata caricata di nascosto sul camion di Rex. Dopo alcune disavventure, tra cui uno spuntino infruttuoso e un tentativo di flirtare con ragazze in una decappottabile, Rex, Bobo e Noah ripercorrono il percorso del convoglio, incontrano le conseguenze dell'imboscata e dalla banda in attesa. Gatlocke richiede il camion. Segue una breve tra lui e Rex prima che i tre riescano a scappare con il camion e uno dei veicoli fuoristrada della banda. Dopo una battaglia in stile Mad Max, la banda viene sconfitta e Gatlocke cade in un canyon, con le sue parti cibernetiche danneggiate, esce e richiede di nuovo i naniti quando arrivano le forze di soccorso della Providence. Sei spiega che i naniti sono ora ineriti: ciò che intendeva per "instabili" era erano vulnerabili alle vibrazioni. Il tumulto della battaglia ha portato alla loro disattivazione, ora sono inutili sia per la Providence sia per Gatlocke. Un Gatlocke infuriato tenta di colpire Rex; viene messo fuori combattimento e preso in custodia. Rex, Noah e Bobo tornano sul camion che Rex può finalmente guidare.

## La rivincita
Rex e Noah sono a bordo della Fortezza e stanno tornando al quartier generale al Providence quando arriva la notizia di attacchi a sorpresa contro le principali basi di Providence in tutto mondo. Avendo perso i suoi poteri di controllo della natura per mano di Rex (apparentemente è riuscito a trasformarsi di nuovo in un E.V.O. attraverso mezzi non ancora identificati). Van Kleiss è in cerca di vendetta e guida personalmente le forze di Abysus che si imbarcano nel Mastio. Rex contrattacca, ma viene trattenuto da Biowulf abbastanza a lungo da permettere a Van Kleiss di prosciugare Rex di tutti i suoi naniti attivi. Questo altera i suoi poteri nell'immagine speculare di quelli di Rex, poiché Rex è in grado di crearli, cosa che dimostra al Capitano Calan. Il Rex depotenziato viene lasciato dalla Fortezza da Biowulf, ma viene salvato a mezz'aria dal jumpjet di Sei. Van Kleiss è determinato a distruggere la Providence una volta per tutte; il Mastio viene speronato nella torre del quartier generale e si sviluppa una pesante battaglia. Rex, Noah e Bobo scappano con un jumpjet alla Base del Purgatorio, dove Rex rischia la vita immergendosi in naniti attivi per riattivare i suoi poteri. La procedura apparentemente attiva il grande, insolito nanite che il dottor Rylander gli aveva iniettato nell'episodio Dark Passage. Il quartier generale della Providence sta per cadere, Van Kleiss entra nella sala operatoria, sconfigge Sei e invia Biowulf e Skalamamder a inseguire White Knight e il Dr Holliday. Rex riappare e attacca Van Kleiss, manifestando una nuova buld simile a una frusta concessa dal nanite di Rylander è in grado di usare le sue abilità per disabilitare Van Kleiss. Nel frattempo Holliday sconfigge Skalamamder rilasciando il suo E.V.O. sorella, e il Cavaliere Bianco attira viene portato in salvo da un E.V.O., mentre Breach piazza bombe in tutta Providence come diversivo. Rex scopre di essere in grado di chiudere l'intero quartier generale con i suoi nuovi poteri. La Providence prende in custodia Biowulf e Skalamamder e molti altri E.V.O. lasciati indietro, Rex, tornato quello di prima, cura il capitano Calan. Rex e calorosamente elogiato da White Knight e fiduciosamente ossessionato.